# Ефемеридно време
Ефемеридното време е използван в миналото стандарт за време, в който секундата е дефинирана като 1/31556925,9747 част от тропичната 1900-тна година. Дефиницията за секунда е съвпадала с тази дефиниция между 1960 и 1967 година.
Нуждата от въвеждането на ефемеридното време са констатираните неравномерности във въртенето на Земята, които не е можело да бъдат измерени с използваното преди това за стандарт универсално време, в който секундата е дефинирана като 1/86164 част от периода на околоосно (спрямо далечните звезди) въртене на Земята (в единици от време, дефинирани по този начин, Земята винаги се върти равномерно). Например, забавянето на въртенето на Земята вследствие на приливното взаимодействие в системата Земя-Луна), не е можело да бъде измерено с универсално време.
С развитието на атомните часовници, Международното атомно време бива възприето от Международното бюро по мерки и теглилки през 1967 г., в което секундата е дефинирана като продължителността на 9 192 631 770 периода на лъчението, съответстващо на прехода между двете свръхфини нива на основното състояние на атома на цезий-133.